# Hans-Georg Moldenhauer
Hans-Georg Moldenhauer (Senst, 1941. november 25. –) német labdarúgókapus.

## Pályafutása játékosént
Moldenhauer pályafutása 1954-ben kezdődött a BSG Motor Mitte Magdeburg csapatánál, amelynek labdarúgó-szakosztálya később az SC Aufbau része lett, majd Moldenhauer játékoskarrierje idején 1. FC Magdeburg néven vált ismertté. Már 12 évesen középpályásként játszott, de amikor a klub kézilabda-szakosztálya megpróbálta átcsábítani, csapattársai inkább azt javasolták, hogy próbálja ki magát kapusként – ekkor derült ki, hogy ő ezen a poszton tud igazán jó teljesítményt nyújtani. Miután bekerült az SC Aufbau ifjúsági csapatába, a keletnémet utánpótlás-válogatott szakemberei is felfigyeltek rá, köszönhetően a kiegyensúlyozott, jó teljesítményének. 1960. március 27-én lépett először pályára a keletnémet ifjúsági válogatottban, majd az ezt követő négy meccsen is ő védte a kaput. Összesen hat alkalommal szerepelt a nemzeti csapatban ebben a korosztályban.
A futball mellett Moldenhauer sikeresen leérettségizett, majd gépészmérnöki tanulmányokat folytatott a magdeburgi műszaki főiskolán. Később doktori címet is szerzett, és Magdeburg egyik nehézgépipari vállalatánál helyezkedett el mérnökként.
18 évesen Moldenhauer 1960. július 2-án mutatkozott be az NDK élvonalában, a DDR-Oberligában, amikor az SC Aufbau Magdeburg 1–0-ra kikapott az SC Einheit Dresden ellen. Ennek ellenére továbbra is csak cserekapus maradt a keletnémet válogatott kapusa, Wolfgang Blochwitz mögött. Csak azután vált a csapat első számú kapusává, hogy Blochwitz távozott az FC Carl Zeiss Jena csapatához, miután a Magdeburg 1966-ban kiesett az élvonalból.
Moldenhauer azonban már 1964-ben megszerezte első trófeáját, pályára is lépett az FDGB-kupa döntőjében, ahol a német alakulat 3–2-re legyőzte az SC Leipziget. Öt évvel később, 1969-ben újra kupagyőztes lett, ezúttal az FC Karl-Marx-Stadt csapatát múlták felül egy 4–0-s győzelemmel. Ezzel a sikerrel Moldenhauer lehetőséget kapott arra, hogy nemzetközi porondon is bizonyítson, mégpedig a kupagyőztesek Európa-kupájában, de sérülések miatt kihagyta az 1969–70-es idény első mérkőzéseit, és először csak a második fordulóban lépett pályára a portugál Académica Coimbra ellen. A párharcot a Magdeburg 1–2-es összesítéssel elveszítette, így búcsúzott a sorozattól.
Időközben a klubnál egyre nagyobb szerepet kapott a fiatal kapus, Ulrich Schulze, aki fokozatosan kiszorította Moldenhauert a kezdőből. Az 1970–71-es szezon végére, miután Moldenhauer betöltötte a harmincadik életévét, visszavonult a profi labdarúgástól.
Tizenkét év alatt Moldenhauer összesen 152 tétmérkőzésen szerepelt a Magdeburg felnőtt csapatában: ebből 134-szer az Oberligában, 16 alkalommal az FDGB-kupában, és kétszer a kupagyőztesek Európa-kupájában.

## Pályafutása sportvezetőként
Moldenhauer visszavonulásában nemcsak az életkora, hanem álláslehetőség is szerepet játszott. Magdeburg egyik nagy nehézgépgyártó vállalata, a SKET vezető beosztást ajánlott neki, amit el is fogadott. Ennek ellenére továbbra is az 1. FC Magdeburg kötelékében maradt, és 1975-ben részmunkaidőben kapusedzőként kezdett dolgozni a klubnál. Később beválasztották az egyesület igazgatótanácsába is.
A keletnémet labdarúgó-szövetség jövőjéről szóló viták idején, a rendszerváltás környékén, Moldenhauer azok közé tartozott, akik a német labdarúgó-szövetséggel való gyors egyesülést szorgalmazták. 1990. március 31-én Moldenhauert a DFV elnökévé választották, és el is indította az egyesülés folyamatát, amely végül 1990. november 20-án valósult meg. Ezt követően a DFB alelnöke lett, és a szövetségnél a tehetséggondozásért és az edzőképzésért felelt. Ebben a szerepkörben a Berlin melletti Kienbaumban működő nemzeti sportközpont (Bundesleistungszentrum) fenntartásáért felelős egyesület elnöke lett.
Emellett a frissen létrehozott északkelet-német labdarúgó-szövetség elnöki posztját is betöltötte. 1994 és 2006 között a Deutscher Sportbund alelnökeként is tevékenykedett.
1991-ben megalapította az SV Oldies Magdeburg sportegyesületet, ahol saját bevallása szerint a mai napig is aktívan sportol, sőt időnként mérkőzéseken is pályára lép.

## Stasi-besúgó
Moldenhauer a keletnémet állambiztonsági szolgálat, a Stasi informátora volt, „Kurt Straube” fedőnév alatt.

## Sikerei, díjai
1. FC Magdeburg
- FDGB-kupa: 1963–64, 1968–69